# San Juan Bartolomé
San Juan Bartolomé är en ort i Mexiko.   Den ligger i kommunen Salto de Agua och delstaten Chiapas, i den sydöstra delen av landet, 800 km öster om huvudstaden Mexico City. San Juan Bartolomé ligger 68 meter över havet och antalet invånare är 265.
Terrängen runt San Juan Bartolomé är varierad. Runt San Juan Bartolomé är det ganska glesbefolkat, med 42 invånare per kvadratkilometer. Närmaste större samhälle är Suclumpa, 6,0 km norr om San Juan Bartolomé. Trakten runt San Juan Bartolomé består till största delen av jordbruksmark.